# 위락항

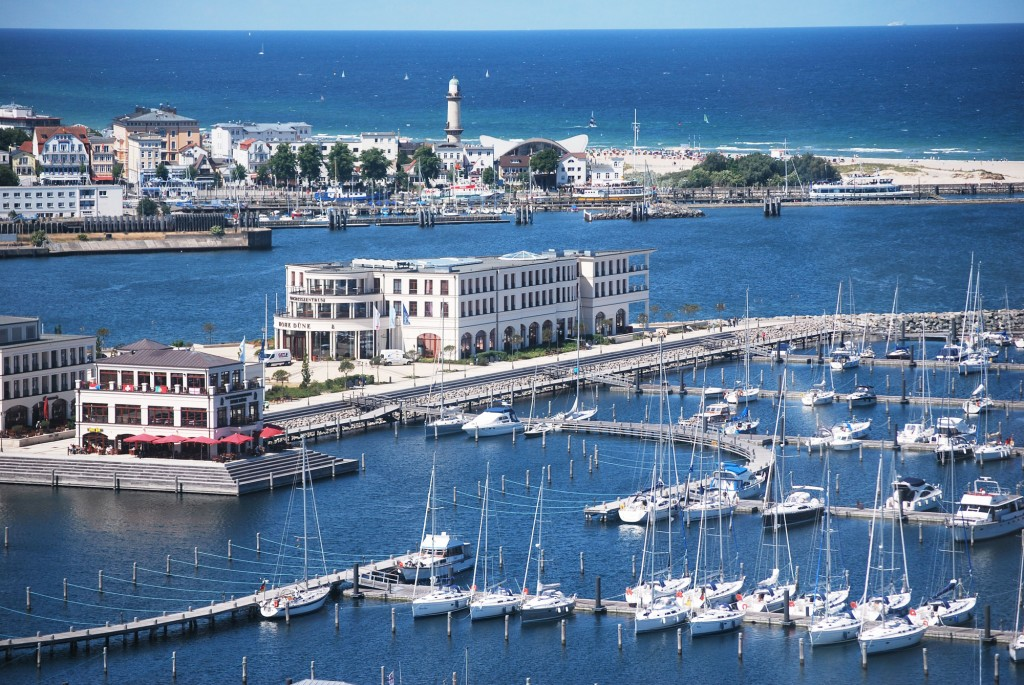
Marina YachthafenResidenz Hohe Düne, Rostock.

위락항(慰樂港, 영어: Marina 마리나[*])은 요트나 레저용 보트의 정박시설과 계류장, 해안의 산책길, 상점 식당가 및 숙박시설 등을 갖춘 항구를 말한다. 선진국 사이에서 위락항의 운영실태는 고급 레포츠의 수준을 가늠하는 지표가 되고 있으며, 최근 한국에서도 위락항 건설, 운용이 확산 추세를 보이고 있다.